# Hermitage Barrière
Pour les articles homonymes, voir Hôtel Hermitage.
L'Hermitage Barrière est un hôtel de luxe français situé à La Baule-Escoublac, face à la baie du Pouliguen en bordure de l'océan Atlantique dans le département de la Loire-Atlantique et la région Pays de la Loire.

## Histoire
L'hôtel a été construit en 1926 par l'architecte nantais Ferdinand Ménard (1873-1958) dans un style néo-normand : il ouvre après huit mois de travaux.
Pendant l'Occupation, il est réquisitionné et abrite un temps d'état-major de l'armée allemande, qui partira ensuite à l'hôtel Majestic. Son casino est transformé en cantine et l'hôtel abrite ensuite un hôpital de la Kriegsmarine. C'est dans cet hôpital que seront soignés les commandos britanniques blessés et capturés lors du raid sur Saint-Nazaire en mars 1942 et Alan Magee, mitrailleur d'un bombardier B17 américain qui a survécu à une chute libre de plus 6000 mètres en janvier 1943.  
En 2017, l'hôtel est restauré (notamment le mobilier qui date des années 1920). La décoration est confiée à Chantal Peyrat (par le passé, Jacques Garcia s'en était occupé).

## Description
La bâtisse est de style anglo-normand avec colombages et toits d'ardoise pentus. Elle dispose de suites dont certaines avec terrasses ou balcons avec une vue sur la mer ou sur les villas de La Baule.
L'établissement propose trois restaurants : les Evens, la Terrasse et le restaurant sur la plage, l'Eden Beach.
L'hôtel compte une piscine d'eau de mer.
Il a obtenu sa 5e étoile en juillet 2009.